# Anatolij Alekszejevics Ivanyisin
Anatolij Alekszejevics Ivanyisin (oroszul: Анатолий Алексеевич Иванишин) (Irkutszk, Irkutszki terület, 1969. január 15.–) orosz pilóta, űrhajós, ezredes.

## Életpálya
Első nekifutásra nem vették fel, második alkalommal sikeresen felvételizett a Csernyihivi Katonai Repülő Iskolába (VVAUL), ahol 1991-ben kitüntetéssel diplomázott. Katonai szolgálata alatt pilótaként, vezető pilótaként MiG–29-es és Szu–27 gépeken szolgált. Teljes repülési idején több mint 507 óra, végrehajtott 180 ejtőernyős ugrást. 2003-ban  a Moszkvai Állami Egyetem számítógép és gazdasági ismeretekből szerzett oklevelet.
2003. május 29-től részesült űrhajóskiképzésben. A Jurij Gagarin Űrhajóskiképző Központban részesült kiképzésben. Egy űrszolgálata alatt összesen 165 napot, 7 órát, 31 percet  és 20 másodpercet töltött a világűrben.

## Űrrepülések
Szojuz TMA–22 fedélzeti mérnöke. Az időszakos karbantartó munkálatok mellett elvégezte az előírt kutatási, kísérleti és tudományos feladatokat. Több mikrogravitációs kísérletet, emberi-, biológia- és a biotechnológia, fizikai és anyagtudományi, technológiai kutatást, valamint a Földdel és  a világűrrel kapcsolatos kutatást végezet. Segítette az űrsiklók és a nemzetközi teheregységek, valamint a teherűrhajók fogadását, közreműködött kirámolásban, illetve segített bepakolni a keletkezett hulladékot. Összesen 165 napot, 7 órát, 31 percet és 20 másodpercet töltött a világűrben.
Szojuz MSZ–01 parancsnoka.

### Tartalék személyzet
- Szojuz TMA–20 parancsnoka.
- Szojuz TMA–21 fedélzeti mérnöke.